# نينتندو لاند
نينتندو لاند (بالإنجليزية: Nintendo Land)‏ هي لعبة فيديو جماعية، صدرت في 2012. وهي حصرية على أجهزة وي يو. اللعبة من تطوير نينتندو إنترتينمنت أنالسيس أند دفيلوبمنت وهي من نشر شركة نينتندو.
توجد بداخل نينتندو لاند اثني عشر لعبة مصغرة مختلفة، وكلها مستندة على إحدى ألعاب نينتندو القائمة مثل ماريو وأسطورة زيلدا، وهي مصورة كنقطة جذب سياحي في متنزه «نينتندو لاند» الخيالي. تم تصميم الألعاب المصغرة لتوضيح مفهوم أجهزة تحكم وي يو ووي يو غيمباد للاعبين الجدد، وبنفس طريقة الألعاب الرياضية التي نشرت أجهزة وي ووي ريموت عام 2006، وذلك باستخدام العديد من ميزات التحكم، شاشة اللمس والاستشعار عن بعد. أدخلت بعض الألعاب أجهزة وير يموت بلاس ونونتشوك كونترولر وى كجهاز تحكم بديل ولدعم اللعب الجماعي، الأمر الذي يساعد على عرض أسلوب «اللعب غير المتماثل»، أي خبرات اللاعبين المختلفة على أساس وحدة التحكم التي يستخدمونها.
لقيت اللعبة استحسان النقاد، والحصول على درجات إجمالية بنسبة 78٪ على جيم رانكينجز و77٪ على ميتاكريتيك. بيع من اللعبة أكثر من أربعة ملايين نسخة، مما يجعلها ثالث أعلى مبيعات لعبة على وي يو.
تمت إزالة اللعبة من نينتندو إيشوب في أمريكا الشمالية في 10 نوفمبر 2013.